# Тарачево (Пронинское сельское поселение)
Тарачёво — деревня в Весьегонском муниципальном округе Тверской области.

## География
Деревня находится в северо-восточной части Тверской области на расстоянии приблизительно 27 км на юг по прямой от районного центра города Весьегонск.

## История
Была известна с XIX века как карельская деревня, относилась к удельному ведомству. Дворов 21 (1859 год), 31 (1889), 16 (1931), 29 (1963), 10 (1993), 13 (2008),. До 2017 года входила в состав Пронинского сельского поселения, с 2017 по 2019 год входила в состав Ивановского сельского поселения до упразднения последнего.

## Население
Численность населения: 110 человек (1859 год), 133 (1889), 67 (1931), 69 (1963), 15 (1993), 8 (русские 75 %) в 2002 году, 11 в 2010.